# Multiclavula constans
Multiclavula constans är en lavart som först beskrevs av Coker, och fick sitt nu gällande namn av R.H. Petersen 1967. Multiclavula constans ingår i släktet Multiclavula och familjen Clavulinaceae.   Inga underarter finns listade i Catalogue of Life.